# Vladimír Hron
Vladimír Hron (* 25. června 1966 Most) je český moderátor, zpěvák, komik a imitátor. Za své působení získal několik televizních cen TýTý.

## Životopis
Po vystudování gymnázia v rodném Mostě dvakrát neuspěl při přijímacích zkouškách na DAMU, přesto dostal angažmá jako loutkoherec v mosteckém Divadle Rozmanitostí (1988–1992). Vedle loutkoherectví se věnoval zpěvu v tanečním souboru Renesance (1987–1993), který působil v nedalekém Litvínově. Poprvé se objevil na televizních obrazovkách v roce 1985 ve filmu Pohlaď kočce uši v roli DJ. Moderátorské profesi se věnuje od roku 1992, kdy byl přijat do vysílání soukromého Rádia Most. Zde působil do roku 1996, kdy přešel na volnou nohu a začal se plně věnovat bavení publika na veřejných kulturních akcích. Zpočátku pracoval v rodném Severočeském kraji a díky výhře v pořadu TV Nova (Liga gagů) si jej v roce 1997 všiml Stanislav Procházka ml., pod jehož vedením začal působit v celé republice, a to tak úspěšně, že v roce 1998 vyhrál hlavní cenu festivalu Haškova Lipnice.

### 2000–2007
Manažerská práce Stanislava Procházky ml. a cílená práce Vladimíra Hrona zavedla až do kanceláře významného českého režiséra české hudební zábavy Františka Poláka. Několik schůzek na Kavčích horách dalo vzniknout pořadu „Abeceda hvězd“, který v roce 2000 odvysílala Česká televize (součást pořadu Šance, který uváděl Miroslav Vladyka společně s Josefem Dvořákem) a který Vladimíra prosadil mezi televizní baviče. V roce 2005 podle debutové show režisér František Polák pojmenoval stejným názvem hudebně-zábavní pořad.

### 2008–2019
Show Abeceda hvězd navštívila mimo Evropy africký, asijský i americký kontinent.
Moderoval nejprestižnější akce na území Česka i Slovenska.
Hostoval v mnoha zábavných pořadech napříč televizními i rozhlasovými stanicemi v Česku a na Slovensku.
V prosinci 2016 uvedl v život koncertní projekt VÁNOČNÍ HVĚZDY s velkým Bigbandem, filharmonií, dětskými sbory a hosty, mezi kterými se objevili např. Milan Drobný, Ilona Csáková, sólistka Národního divadla Kateřina Jalovcová, Lucie Černíková ad. Tato Tour vyšla na CD a z ostravského Gongu byl odvysílán i televizní záznam.
Vladimír Hron byl také protagonistou rockové Tour České hvězdy zpívají Queen (2016 - 2018), spoluúčinkovali v ní např.: Aleš Brichta, Kamil Střihavka, David Kraus, Vlasta Horváth, David Uličník ad. Ambasadorem této Tour je někdejší osobní komorník Freddie Mercuryho, pan Peter Freestone.
Peter Freestone také Vladimírovi vypomohl s účastí na festivalu Freddie Mercury Celebration Days, konaném 6. září 2019 ve švýcarském Montreux. Hron zde vystoupil za doprovodu chlapecké kapely The Drops a dochází ke startu jejich divadelně - koncertního projektu Queen The Story.

### Charita
Hron dlouhodobě spolupracuje s charitativními a veřejně prospěšnými společnostmi, kupř. Fond pro opuštěné a handicapované děti, Dejme dětem šanci, Mediatábor nebo s projektem Seniorpas, který podporuje volnočasové aktivity seniorů.

### Připravované projekty
2025: 25 let Abecedy hvězd

## Působení v televizích

### Česká televize
- Šance (2000), režie: F. Polák
- Jsou hvězdy, které nehasnou (2001–2004), režie: F. Polák
- Hvězdy letí do století (leden – září 2005), režie: F. Polák
- Abeceda hvězd (listopad 2005–2007), režie: F. Polák

### TV Relax
- Poslední zhasne (březen 2015–2017), režie: R. Dolejš a J. Hladký
- Vánoční koncert Vladimíra Hrona (2016), režie: J. Hladký

## Působení v Českém rozhlase
Od roku 2015 do prosince roku 2018 Vladimír Hron moderoval v Českém rozhlase Plzeň talkshow Vzpomínky nám zůstanou.

## Vydané nosiče
- 2002: Abeceda hvězd – Universal, VHS
- 2003: Dueta – Universal, CD
- 2005: Zpívám – Universal, CD
- 2011: Jsou hvězdy, které nehasnou – Česká televize, DVD
- 2012: Legendární zlaté scénky – Česká televize, DVD
- 2013: Naděje – ALL STARS Agency s.r.o., CD
- 2016: Vánoční hvězdy – Vladimír Hron & Radiotéka, CD